# Jazigo (filme)
Jazigo é um curta-metragem brasileiro de ficção sensorial de 2016, dirigido por Mateus Frazão e produzido pelo cineasta Gregory Elia Debaco. O filme que não apresenta diálogos e é apenas ambientado por trilha sonora composta por violões e pianos, aborda através de uma metáfora sobre a destruição de uma relação e a não aceitação disso, os sentimentos de um homem solitário que presencia a morte do seu jardim de rosas pelo qual passa os dias fascinado. E que ao notar que as flores parecem se voltar contra ele, entra em profundo desamparo e angústia.
Jazigo foi produzido através do projeto Financiarte e foi gravado durante nove dias em dezembro de 2015, em uma antiga casa abandonada na região onde localize-se a antiga estação férrea do munícipio de Caxias do Sul. Em suas filmagens foram usadas cerca de 200 rosas.
Em 28 de setembro de 2016 teve sua estreia na sala de cinema Ulysses Geremia localizada no Centro Municipal de Cultura Dr. Henrique Ordovás Filho, e no mesmo ano foi vencedor em 6 categorias na 4ª edição do prêmio Cineserra, sendo um dos destaques da edição.

## Prêmios
| Ano  | Prêmio    | Categoria              | Indicado         | Resultado |
| ---- | --------- | ---------------------- | ---------------- | --------- |
| 2016 | Cineserra | Melhor filme de ficção | Jazigo           | Venceu    |
| 2016 | Cineserra | Melhor direção         | Mateus Frazão    | Venceu    |
| 2016 | Cineserra | Melhor ator            | Rodrigo Visentin | Venceu    |
| 2016 | Cineserra | Melhor roteiro         | Mateus Frazão    | Venceu    |
| 2016 | Cineserra | Melhor fotografia      | Rayza Roveda     | Venceu    |
| 2016 | Cineserra | Melhor direção de arte | Rayza Roveda     | Venceu    |